# フィリス・A・ホイットニー
フィリス・アヤメ・ホイットニー（英: Phyllis Ayame Whitney、1903年9月9日 - 2008年2月8日）は、アメリカ合衆国の推理作家。その分野としては珍しく、子供向けと大人向け双方の推理小説作品を執筆しており、その多くが異国の地を舞台としている。かつてニューヨーク・タイムズ紙の評論で「アメリカン・ゴシックの女王」という異名を与えられたことがある。

## 生涯
1903年に日本の横浜でアメリカ人の両親の間に生まれた。ミドルネームの「アヤメ」は日本語に由来する。幼少期をアジアで過ごした。
彼女は生涯に70冊以上の小説を執筆した。1961年、『のろわれた沼の秘密』（The Mystery of the Haunted Pool）がエドガー賞 ジュブナイル賞を受賞し、さらに1964年には『The Mystery of the Hidden Hand』が再び同賞を受賞した。1988年、エドガー賞の選考を行うアメリカ探偵作家クラブは彼女の生涯にわたる功績を称え、巨匠賞を贈呈している。また、1990年にはアガサ賞生涯功労賞も受賞している。
2008年2月8日、肺炎のためアメリカ合衆国バージニア州ネルソン郡で逝去した。104歳の長寿であった。

## 主な作品
- A Place for Ann（1941年）
- The Mystery of the Gulls
- Red is for Murder（1943年）
- The Quicksilver Pool（1955年）
- The Trembling Hills（1956年）
- Skye Cameron（1957年）
- The Moonflower（1958年）
- 『のろわれた沼の秘密』（The Mystery of the Haunted Pool（1960年）、白木茂訳、あかね書房、少年少女世界推理文学全集11） 1964
- Thunder Heights（1960年）
- Blue Fire（1960年）
- Window on the Square（1962年）
- Seven Tears for Apollo（1963年）
- The Mystery of the Hidden Hand（1963年）
- Black Amber（1964年）
- Sea Jade（1965年）
- Columbella（1966年）
- Silverhill（1967年）
- Hunter's Green（1968年）
- The Winter People（1969年）
- 『失われた島』（Lost Island（1970年）、小尾芙佐訳、角川文庫） 1972
- Listen for the Whisperer（1972年）
- Snowfire（1973年）
- The Turquoise Mask（1974年）
- Spindrift（1975年）
- The Golden Unicorn（1976年）
- The Stone Bull（1977年）
- The Glass Flame（1978年）
- Domino（1979年）
- Poinciana（1980年）
- Vermilion（1981年）
- Emerald（1983年）
- 『レインソング』（Rainsong（1984年）、仙波有理訳、サンリオ、モダン・ロマンス・シリーズ） 1986　ISBN 4-387-85177-5
- Dream of Orchids（1985年）
- The Flaming Tree（1986年）
- Silversword（1987年）
- Feather on the Moon（1988年）
- The Singing Stones（1990年）
- Woman Without a Past（1991年）
- Daughter of the Stars（1994年）
- Rainbow in the Mist（1989年）
- The Ebony Swan（1992年）
- Star Flight（1993年）
- Amethyst Dreams（1997年）